# Roger Príncep Coronado
Roger Príncep Coronado (Barcelona, 20 de setembre de 1998) és un actor espanyol.
Roger Príncep ha treballat en sèries i programes de televisió com Serrallonga, Pàgina 2, Entre línies, El monstruo del pozo o La tarda.
La seva carrera cinematogràfica ha estat molt precoç. A l'edat de tretze anys, i malgrat haver actuat sobretot en ficcions catalanes, Príncep ja havia participat en pel·lícules com L'orfenat (al costat de Belén Rueda i Fernando Cayo), Los girasoles ciegos (al costat de Javier Cámara, Maribel Verdú, Martín Rivas i Raúl Arévalo) i Pájaros de papel (al costat d'Imanol Arias, Lluís Homar i Carmen Machi).

## Filmografia
- L'orfenat (2007, com Simón Sánchez Rivera)
- Forasters (2008, com Manuel)
- Los girasoles ciegos (2008, com Lorenzo Mazo López)
- Pájaros de papel (2010, com Miguel)
- Sólo para no estar solo (Com Abel nen)

## Sèries de televisió
- El internado (2007-2010)
- El monstruo del pozo (2007, com Quim)
- Serrallonga (2008)
- Los hombres de Paco (2010, 2 episodis)
- Aída (2010, 1 episodi: com a nen paraplègic que competeix amb Aidita per vendre més paperetes per al viatge de fi de curs)

## Curtmetratges
- La clase
- Un banc per sempre (2015) (Noah)
- Matar a un niño
- En la azotea
- Felices dieciocho

## Premis i nominacions
- 2008: Nominació als Premis Goya com a Millor actor revelació per L'orfenat
- 2008: Nominació als Young Artist Awards com a Millor actor jove per L'orfenat
- 2009: Premi Índia Catalina al millor actor de repartiment en el Festival Internacional de Cinema de Cartagena de Indias per Los girasoles ciegos i Forasters
- 2016: Premi al millor actor al Festival de Cinema de Medina del Campo per En la azotea